# Café International
Café International és un joc de tauler, creat per Rudi Hoffmann el 1987, que combina sort i estratègia, i al que poden jugar dues o més persones. Va guanyar l'Spiel des Jahres de 1989

## Regles
L'objectiu és aconseguir la màxima puntuació col·locant les fitxes al voltant de la taula del cafè, tenint en compte les següents restriccions:
- Les fitxes s'han de seure en una taula de la seva nacionalitat (2 per a cada país representat)
- Només es poden col·locar per parelles d'home-dona o trios amb un home i dues dones o a la inversa
- Es poden fer diverses combinacions, aprofitant els seients compartits entre diverses taules, però només es poden seure fitxes a una sola taula cada vegada
- Cada cop que es col·loca una fitxa, se n'ha de robar una altra de la bossa excepte si es completa una taula d'una sola nacionalitat

Segons com s'asseguin les fitxes, es guanyen més o menys punts (o es perden si no hi ha lloc i s'han de deixar a la barra central). Fent taules d'una sola nacionalitat és com s'aconsegueixen més punts.
El joc acaba quan algú es queda sense fitxes, no hi ha espai a les taules o no es poden robar més fitxes, llavors es compten els punts finals per decidir el guanyador

## Fitxes
El joc conté dues parelles de cadascuna de les dotze nacionalitats, representades amb els estereotips associats a cada país d'origen amb un dibuix de caràcter humorístic. Hi ha també quatre comodins, dos homes i dues dones, que completen les 100 fitxes totals que cal col·locar al tauler. Aquests comodins es poden posar en substitució de qualsevol altra fitxa del mateix sexe. Qualsevol jugador que tingui després aquella fitxa podrà col·locar-la en el seu lloc i robar el comodí per al seu ús posterior (aquesta jugada consumeix tot el torn).
Els dotze estats representats són: República Centreafricana, Xina, França, Cuba, Espanya, Regne Unit, Índia, Turquia, Estats Units, França, Alemanya i Itàlia.